# راز سوت‌زن
راز سوت‌زن (انگلیسی: The Secret of the Whistler) فیلمی در ژانر معمایی و نوآر به کارگردانی جورج شرمن است که در سال ۱۹۴۶ منتشر شد. از بازیگران آن می‌توان به ریچارد دیکس و لسلی بروکس اشاره کرد.